# 加梅莱拉
加梅莱拉是巴西伯南布哥州的一个市镇。总面积259.7平方公里，总人口26404人，人口密度101.7人/平方公里。